# Gamston (Bassetlaw)
Gamston – wieś w Anglii, w hrabstwie Nottinghamshire, w dystrykcie Bassetlaw. Leży 39 km na północ od miasta Nottingham i 205 km na północ od Londynu.